# Isoniazid
Isoniazid, také známý jako isonikotinylhydrazid (INH), je antibiotikum používané k léčbě tuberkulózy. Pro aktivní tuberkulózu se často používá společně s rifampicinem, pyrazinamidem a buď streptomycinem, nebo ethambutolem. Pro latentní tuberkulózu se často používá samotné. Lze jej použít pro atypické typy mykobakterií, jako je M. avium, M. kansasii a M. xenopi. Obvykle se užívá ústy, ale může se aplikovat injekcí do svalu.
Mezi časté nežádoucí účinky patří zvýšené hladiny jaterních enzymů v krvi a snížená citlivost v rukou a nohou. Závažné vedlejší účinky mohou zahrnovat zánět jater. Není jasné, zda je použití v těhotenství pro dítě bezpečné. Použití během kojení je pravděpodobně bezpečné. Pro snížení rizika vedlejších účinků lze podávat pyridoxin. Isoniazid působí částečně narušením tvorby buněčné stěny bakterií, což má za následek smrt buněk.
Isoniazid byl poprvé vyroben v roce 1952. Je na seznamu základních léků Světové zdravotnické organizace, nejúčinnějších a nejbezpečnějších léků potřebných ve zdravotnickém systému. Isoniazid je dostupný jako generický lék. Velkoobchodní náklady na měsíční léčbu v rozvojovém světě jsou přibližně 0,60–4,75 USD, ve Spojených státech méně než 25 dolarů.

## Lékařské použití

### Tuberkulóza
Isoniazid se často používá k léčbě latentních i aktivních infekcí tuberkulózy. U osob s infekcí Mycobacterium tuberculosis citlivou na isoniazid jsou léčebné režimy založené na isoniazidu obvykle účinné, pokud osoby dodržují předepsanou léčbu. Nicméně u osob s infekcí M. tuberculosis rezistentní na isoniazid léčebné režimy založené na isoniazidu často selhávají.
Isoniazid byl schválen jako profylaktická terapie pro následující populace:
- Lidé s infekcí HIV a reakcí na PPD (purifikovaný proteinový derivát) nejméně 5 mm zatvrdnutím
- Kontakty lidí s tuberkulózou, kteří mají PPD reakci alespoň 5 mm zatvrdnutí
- Lidé, jejichž reakce PPD přecházejí z negativního na pozitivní v období dvou let – nejméně 10 mm zatvrdnutí pro osoby do 35 let a nejméně 15 mm pro osoby starší 35 let
- Lidé s plicním poškozením na rentgenovém snímku hrudníku, pravděpodobně způsobeném zhojenou tuberkulózou a mají také PPD reakci nejméně 5 mm zatvrdnutí
- Uživatelé injekčních léků, jejichž HIV status je negativní a mají PPD reakci alespoň 10 mm zatvrdnutí
- Lidé s PPD zatvrdnutím větším nebo rovným 10 mm, kteří se narodili v oblastech s vysokou prevalencí, v populaci s nízkými příjmy a pacienti dlouhodobých zařízení.[9] [10]

### Netuberkulózní mykobakterie
Isoniazid byl široce používán v léčbě komplexu ‘‘Mycobacterium avium‘‘ jako součást režimu zahrnujícího rifampicin a ethambutol. Pokusy naznačují, že isoniazid zabraňuje syntéze kyseliny mykolové v komplexu M. avium, jako je tomu u M. tuberculosis, a i když není baktericidní vůči komplexu M. avium, značně potencuje účinek rifampicinu. Zavedení makrolidů vedlo k poklesu tohoto použití. Ale protože rifampicin je v léčebném komplexu M. avium silně poddávkován, měl by se tento účinek možná znovu prozkoumat.

### Zvláštní populace
Doporučuje se, aby těhotné nebo kojící ženy s aktivní tuberkulózou užívaly isoniazid. Preventivní léčba by měla být odložena až po porodu.  Kojící matky vylučují relativně nízkou a netoxickou koncentraci INH v mateřském mléce a pro jejich děti je tedy riziko vedlejších účinků malé. Těhotné ženy i kojenci kojení matkami užívajícími INH by měli vitamín B6 užívat ve formě pyridoxinu, aby se minimalizovalo riziko poškození periferních nervů. Vitamin B6 se používá k prevenci deficitu B6 vyvolaného isoniazidem a neuropatií u lidí s rizikovým faktorem, jako je těhotenství, laktace, infekce HIV, alkoholismus, diabetes, selhání ledvin nebo podvýživa.
Lidé s dysfunkcí jater jsou vystaveni vyššímu riziku hepatitidy způsobené INH a mohou potřebovat nižší dávku.
Hladiny jaterních enzymů v krevním řečišti by měly být často kontrolovány u alkoholiků, těhotných žen, uživatelů IV drog, osob starších 35 let a u osob s chronickým onemocněním jater, těžkou dysfunkcí ledvin, periferní neuropatií nebo infekcí HIV, protože jsou náchylnější k rozvoji hepatitidy z INH. 

## Vedlejší účinky
Až 20 % lidí užívajících isoniazid má periferní neuropatii při užívání dávek 6 mg/kg hmotnosti denně nebo vyšší. Gastrointestinální reakce zahrnují nevolnost a zvracení. Může se také vyskytnout aplastická anémie, trombocytopenie a agranulocytóza v důsledku nedostatečné produkce červených krvinek, krevních destiček a bílých krvinek v kostní dřeni. Reakce přecitlivělosti jsou také časté a mohou se projevit makulopapulární vyrážkou a horečkou.
Asymptomatické zvýšení sérových koncentrací jaterních enzymů se vyskytuje u 10 % až 20 % osob užívajících INH a koncentrace jaterních enzymů se obvykle vrátí do normálu, i když léčba pokračuje.  K isoniazidu patří varování před těžkou a někdy fatální hepatitidou, která je závislá na věku: postihuje 0,3 % osob ve věku 21 až 35 let a více než 2 % osob starších 50 let  Mezi příznaky jaterní toxicity patří nevolnost, zvracení, bolest břicha, tmavá moč, bolest pravého horního kvadrantu a ztráta chuti k jídlu. Černé a hispánské ženy jsou vystaveny vyššímu riziku hepatotoxicity vyvolané isoniazidem. Pokud se to stane, bylo prokázáno, že jaterní toxicita vyvolaná isoniazidem se vyskytuje u 50 % pacientů během prvních 2 měsíců léčby.  Někteří doporučují pečlivé sledování funkce jater u všech lidí, kteří jej užívají, jiní doporučují monitorování pouze u některých populací.  
S užíváním isoniazidu byly někdy spojeny bolesti hlavy, špatná koncentrace, přírůstek hmotnosti, špatná paměť, nespavost a deprese. Všichni pacienti a zdravotníci by si měli být vědomi těchto závažných nežádoucích účinků, zejména pokud je podezření na sebevražedné myšlenky nebo chování.  
Isoniazid je spojen s nedostatkem pyridoxinu vitaminu B6. Isoniazid má podobnou strukturu jako vitamin B6, což vede k relativnímu deficitu B6, který může vést k příznakům pellagry. Isoniazid je také spojován se zvýšeným vylučováním pyridoxinu. Pyridoxal fosfát (derivát pyridoxinu) je vyžadován pro syntázu d-aminolevulové kyseliny, což je enzym zodpovědný za krok omezující rychlost syntézy hemu. Proto nedostatek pyridoxinu indukovaný isoniazidem způsobuje nedostatečnou tvorbu hemu v časných červených krvinkách, což vede k sideroblastické anémii.

## Lékové interakce
Lidé užívající isoniazid a acetaminofen jsou vystaveni riziku toxicity paracetamolů. Předpokládá se, že isoniazid vyvolává jaterní enzym, který způsobuje, že se větší množství acetaminofenu metabolizuje na toxickou formu. 
Isoniazid snižuje metabolismus karbamazepinu, čímž zpomaluje jeho odstraňování z těla. Lidem užívajícím karbamazepin by se měla sledovat hladina karbamazepinu a podle potřeby upravit jeho dávku. 
Isoniazid může po dlouhodobé léčbě snížit sérové hladiny ketokonazolu. To je vidět při současném podávání rifampinu, isoniazidu a ketokonazolu.
Isoniazid může zvýšit množství fenytoinu v těle. Při podávání isoniazidu může být nutné upravit dávky fenytoinu.  
Isoniazid může zvyšovat plazmatické hladiny teofylinu. Jsou případy, kdy teofylin zpomaluje vylučování isoniazidu. Měly by být sledovány hladiny teofylinu i isoniazidu.
Hladiny valproátu se mohou zvyšovat, pokud se užívá s isoniazidem. Hladiny valproátu by měly být sledovány a v případě potřeby upraveny. 

## Mechanismus působení
Isoniazid je proléčivo a musí být aktivován bakteriálním katalázo-peroxidázovým enzymem v Mycobacterium tuberculosis zvaném KatG. KatG katalyzuje tvorbu isonikotinového acylového radikálu, který se spontánně páruje s NADH za vzniku nikotinoyl-NAD aduktu. Tento komplex se pevně váže na enoyl-acylovou nosičovou proteinovou reduktázu InhA, čímž blokuje přirozený enoyl-AcpM substrát a působení syntázy mastných kyselin. Tento proces inhibuje syntézu mykolových kyselin , které jsou nezbytné složky mykobakteriální buněčné stěny. Katalytickou aktivací isoniazidu, včetně oxidu dusnatého  vzniká řada radikálů, která je také důležitá při působení jiného antimykobakteriálního prekurzoru léčiva .
Isoniazid je baktericidní k rychle se dělícím mykobakteriím, je však bakteriostatický, pokud mykobakterie rostou pomalu. Inhibuje systém cytochromu P450 a působí tak jako zdroj volných radikálů.
Isoniazid je mírný inhibitor monoaminooxidázy (MAO-I).

## Metabolismus
Isoniazid dosahuje terapeutických koncentrací v séru, mozkomíšním moku a v případě krakových granulomů. Metabolizuje se v játrech acetylací na acetylhydrazin. Dvě formy enzymu jsou zodpovědné za acetylaci, takže někteří pacienti metabolizují lék rychleji než ostatní. Proto je poločas rozpadu bimodální , s "pomalými acetyátory" a "rychlými acetylatory". Graf počtu osob versus čas ukazuje vrcholy v jedné a třech hodinách. Výška vrcholů závisí na etnicitě testovaných lidí. Metabolity se vylučují močí. V případě selhání ledvin není obvykle nutné dávkování upravovat.

## Dějiny
Tři farmaceutické společnosti se neúspěšně pokoušely patentovat látku současně,  především firma Roche, která vypustila svoji verzi, Rimifon, v roce 1952.  Teprve se zavedením isoniazidu bylo možné uvažovat o léčení tuberkulózy.
Lék byl poprvé testován na komunitě indiánů Navajo v rezervaci Many Farms, která měla problémy s tuberkulózou a protože tato populace nebyla dříve léčena streptomycinem, v té době hlavní léčbou tuberkulózy. 
Isoniazid spolu s příbuzným iproniazidem patřily mezi první léčiva označovaná jako antidepresiva. 

## Příprava
Isoniazid je derivát kyseliny isonikotinové . Vyrábí se s použitím 4-kyanopyridinu a hydrazinhydrátu .  V jiné metodě se tvrdí, že isoniazid byl vyroben z výchozího materiálu kyseliny citrónové . 

## Obchodní značky
Hydra, Hyzyd, Isovit, Laniazid, Nydrazid, Rimifon a Stanozide. 

### Chromatografie
Hydrazid kyseliny isonikotinové se také používá v chromatografii k rozlišení mezi různými stupni konjugace v organických sloučeninách zabraňujících ketonové funkční skupině .  Test funguje tak, že se vytvoří hydrazon, který může být detekován svým bathochromním posunem .

### Psi
I když isoniazid lze použit u psů, existují obavy, že může způsobit i záchvaty. 